# 中華民國駐聖文森國大使館
中華民國駐聖文森國大使館（英語：Embassy of the Republic of China (Taiwan) in St. Vincent and the Grenadines）為中華民國在聖文森及格瑞那丁首都金石城設立的大使館。
大使館負責推動臺灣與聖文森國之間的雙邊關係，雙方合作領域包括基礎建設、農業、醫療、資通訊、教育、人力資源、青年與文化交流等，還具有辦理護照、簽證、文件證明、僑民服務、旅外國人急難救助等功能。
聖文森政府派駐臺灣的代表機構則是聖文森及格瑞那丁大使館（英語：Embassy of Saint Vincent and the Grenadines）。

## 歷史

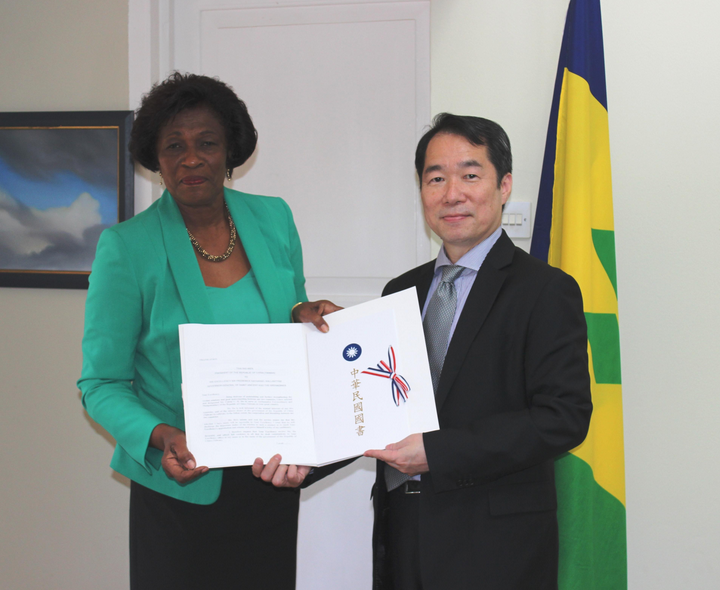
何震寰向聖文森國代理總督朵根(Susan_Dougan)呈遞到任國書

1981年8月15日，簽署聯合公報及建交聲明，雙方建立外交關係。
1983年3月24日，「駐聖文森國大使館」正式運作。

## 歷任大使

### 現任大使
| 姓名   | 圖像 | 任期            | 備註 |
| ------ | ---- | --------------- | ---- |
| 范惠君 |      | 2023年7月－現在 |      |

## 外部連結
駐聖文森國大使館 （页面存档备份，存于）